# تارون مارگاریان
تارون آندرانیکی مارگاریان (ارمنی: Տարոն Անդրանիկի Մարգարյան؛ زادهٔ ۱۷ آوریل ۱۹۷۸) سیاست‌مدار اهل ارمنستان که از ۲۰۱۱ تا اکتبر ۲۰۱۸ سمت شهرداری ایروان را برعهده داشت. 
وی همچنین برندهٔ جوایزی همچون نشان آنانیا شیراکاتسی، مدال گارگین نژده شده‌است.